# エッグポーズ

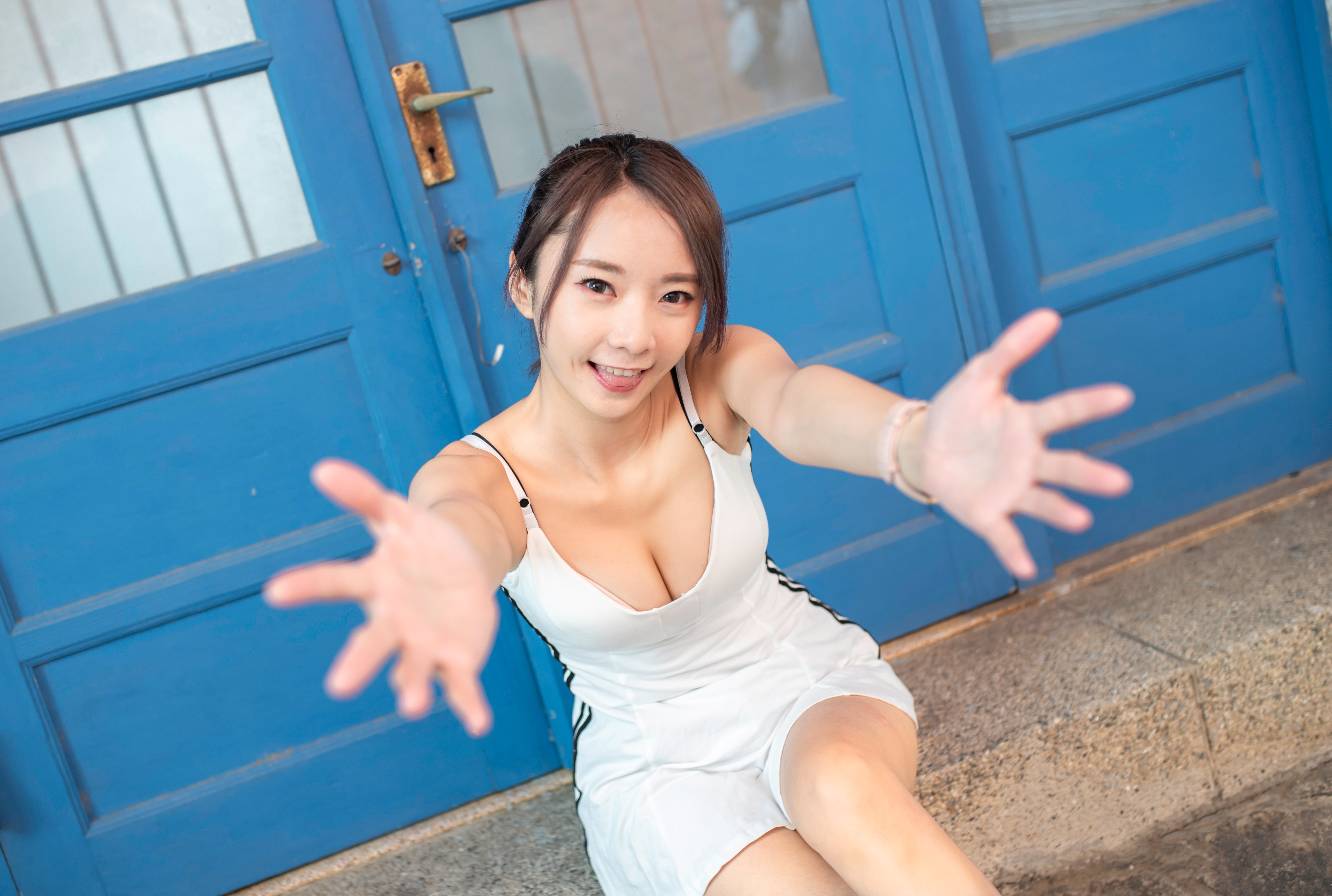
エッグポーズ

エッグポーズは、日本の女性が写真を撮られる際にとるポーズの一つ。両手を広げて前へ差し出すポーズである。1995年創刊の女性向けファッション雑誌「egg」から派生したものであり、1990年代から2000年代、特に1998年から1999年頃に若い女性の間で流行した流行した。「eggポーズ」「Eポーズ」とも表記される（読みは同じ）。

## 形状
egg編集長を務めていた中川滉一は、エッグポーズを大きく3種類に分類している。
1. 両手を広げて前へ差し出すポーズ[1][2]。片手のみを差し出す場合もある[1]。
2. ガッツポーズのように手を挙げる「エッグ・ガンマ・ポーズ」[1][2]。
3. 目のあたりでVサインをする「ヒロム君ポーズ」[2]。名称は、このポーズを作った雑誌「egg」の人気読者モデルの名に由来している[2]。

中川は、この3つをエッグポーズの基本、中でも「両手を広げて前へ差し出すポーズ」と主流しており、これらをもとに多くのバリエーションが登場しているとしている。

## 発祥
先述の中川滉一は、このポーズの流行当時、「1997年秋頃から自然発生のようにこのポーズが増加していたのであり、eggで撮影するときも、投稿で写真が送られるときも、egg側から注文や強制はしていない」としており、「元気で明るくて可愛いというテーマが女子高生に受け売れられ、それがこのようなポーズに反映された」と分析していた。またポーズを強制していない理由について、「eggは『作られた流行は非常的に格好悪い』をポリシーとしていたため」とも語っていた。
作家の泉麻人は、「プリクラやレンズ付きフィルムの普及によって、女性が被写体として写真を撮影されることに慣れており、カメラを向けられても身構えることなく自然体でいられるために、派手なポーズをとる際に羞恥心も低下したことによって、化粧やファッションと同様に、自己表現の手段の一つとしてこのようなポーズが誕生した」と分析していた。
一方で、egg創刊当時から東京都渋谷区の女子たちを撮影し続けてきたカメラマンの鈴木竜太（当時の通称は「クンニ鈴木」）は後年、エッグポーズは自身が考案したものと語っている。鈴木によれば、「egg創刊当初は、クラブでのスナップ撮影も多く、皆がフレミングの法則のように手から指3本を伸ばした『チェケラポーズ』をしていたので、カメラマンとしては飽きがきており、別のポーズとして手を広げたポーズを提案したのが始まり」と語った。またeggで実際にモデルを務めていた女性の1人も後年、「カメラマンの指示があった」と語っている。

## 流行
1998年頃には、当時の女性の写真の撮られ方の新たな定番とされていた。当時の高校生の女子の1人は「プリクラや集合写真ではお約束」「撮られるときに、自分でアレンジすることも多い」と語った。当時のカメラマンも、渋谷でスナップ写真を撮ることが多く、「ほとんどの女子がエッグポーズを撮る」と語っていた。その流行の勢いは、一時期はピースサインを凌いでおり、プリクラのシールを手帳やアルバムに貼って持ち歩く女子も多かった。
雑誌「女性自身」の1998年の調査によれば、日本国外への旅行時も記念写真でこのポーズを撮る女性が多く、ハワイ、イタリア、ローマのトレヴィの泉などでエッグポーズで記念写真を撮る様子も見られた。旅行会社のツアーコンダクターの1人も1998年当時、「以前は皆がVサインだったが、今年からそのような旅行客が増加した」、卒業アルバムなどの製作を手がける写真会社も「仲間内だけの記念のミニアルバムを製作しており、そこでもこのポーズが主流」と証言していた。実際の観光客からも「ハワイでエッグポーズをすると、日本よりずっと気持ちいい」との声があった。流行の要因については、「両手を前に出して、顔との遠近感を演出することで、小顔に見える効果があるため」との説もある。
2002年頃には「懐かしい」「恥ずかしいからもうやらない」との声もあり、流行は一旦は廃れたものの、その後の2022年には、1990年代から2000年代のギャル文化が「Y2K（2000年代）ファッション」としてZ世代（1990年半ばから2010年代前半に生まれた世代）で再流行したことで、再び撮影時の定番となっている。2021年に『羽鳥慎一モーニングショー』（テレビ朝日）で、世代間によるポーズの違いが取り上げられた際には、30代がエッグポーズを取ることが多いとされ、高校時代に流行したためと分析されている。
2022年以降には、ピースサインを上下逆にして前へ突き出す「ギャルピース」が韓国や日本で流行しており、1990年代の日本のギャル文化が発祥とされているが、これはエッグポーズの派生、または進化系とする説もある。